# Les Chapelles
Les Chapelles és un municipi francès situat al departament de la Savoia i a la regió d'Alvèrnia-Roine-Alps. L'any 2007 tenia 487 habitants.

## Demografia

### Població
El 2007 la població de fet de Les Chapelles era de 487 persones. Hi havia 195 famílies de les quals 51 eren unipersonals (35 homes vivint sols i 16 dones vivint soles), 58 parelles sense fills, 70 parelles amb fills i 16 famílies monoparentals amb fills.
La població ha evolucionat segons el següent gràfic:
Habitants censats

### Habitatges
El 2007 hi havia 294 habitatges, 195 eren l'habitatge principal de la família, 67 eren segones residències i 33 estaven desocupats. 265 eren cases i 29 eren apartaments. Dels 195 habitatges principals, 157 estaven ocupats pels seus propietaris, 35 estaven llogats i ocupats pels llogaters i 3 estaven cedits a títol gratuït; 16 tenien dues cambres, 48 en tenien tres, 46 en tenien quatre i 85 en tenien cinc o més. 159 habitatges disposaven pel capbaix d'una plaça de pàrquing. A 72 habitatges hi havia un automòbil i a 106 n'hi havia dos o més.

### Piràmide de població
La piràmide de població per edats i sexe el 2009 era:
| Homes | Edats   | Dones |
| ----- | ------- | ----- |
| 0     | 95 o +  | 0     |
| 0     | 90 a 94 | 0     |
| 0     | 85 a 89 | 0     |
| 0     | 80 a 84 | 4     |
| 0     | 75 a 79 | 0     |
| 0     | 70 a 74 | 8     |
| 4     | 65 a 69 | 4     |
| 24    | 60 a 64 | 12    |
| 4     | 55 a 59 | 0     |
| 8     | 50 a 54 | 4     |
| 12    | 45 a 49 | 12    |
| 12    | 40 a 44 | 20    |
| 16    | 35 a 39 | 4     |
| 28    | 30 a 34 | 32    |
| 8     | 25 a 29 | 12    |
| 4     | 20 a 24 | 16    |
| 12    | 15 a 19 | 12    |
| 4     | 10 a 14 | 20    |
| 12    | 5 a 9   | 12    |
| 16    | 0 a 4   | 16    |

## Economia
El 2007 la població en edat de treballar era de 324 persones, 258 eren actives i 66 eren inactives. De les 258 persones actives 249 estaven ocupades (135 homes i 114 dones) i 10 estaven aturades (6 homes i 4 dones). De les 66 persones inactives 18 estaven jubilades, 28 estaven estudiant i 20 estaven classificades com a «altres inactius».

### Ingressos
El 2009 a Les Chapelles hi havia 204 unitats fiscals que integraven 520 persones, la mediana anual d'ingressos fiscals per persona era de 19.173 €.

### Activitats econòmiques
Dels 33 establiments que hi havia el 2007, 1 era d'una empresa de fabricació d'altres productes industrials, 7 d'empreses de construcció, 3 d'empreses de comerç i reparació d'automòbils, 1 d'una empresa de transport, 1 d'una empresa financera, 2 d'empreses immobiliàries, 7 d'empreses de serveis, 8 d'entitats de l'administració pública i 3 d'empreses classificades com a «altres activitats de serveis».
Dels 7 establiments de servei als particulars que hi havia el 2009, 2 eren guixaires pintors, 3 fusteries, 1 lampisteria i 1 agència immobiliària.
L'únic establiment comercial que hi havia el 2009 era una botiga de menys de 120 m².
L'any 2000 a Les Chapelles hi havia 16 explotacions agrícoles que ocupaven un total de 690 hectàrees.

## Equipaments sanitaris i escolars
El 2009 hi havia una escola elemental.

## Poblacions més properes
El següent diagrama mostra les poblacions més properes.